# Leonid Shcherbakov
Leonid Shcherbakov (Unión Soviética, 7 de abril de 1927) fue un atleta soviético, especialista en la prueba de triple salto en la que llegó a ser subcampeón olímpico en 1952.

## Carrera deportiva
En los JJ. OO. de Helsinki 1952 ganó la medalla de plata en el triple salto, con un salto de 15.98 metros, siendo superado por el brasileño Adhemar da Silva (oro con 16.22 metros) y por delante del venezolano Asnoldo Devonish (bronce con 15.52 metros).